# DTS:X

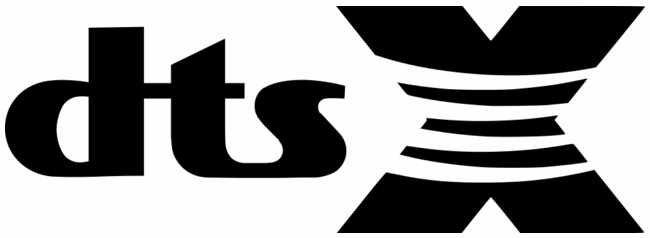
Logo DTS:X

DTS:X je pokročilý zvukový kodek a technologie vyvinutá společností DTS, Inc. v roce 2015, je to rozšíření dřívějších technologií DTS, které podporuje objektově orientovaný zvuk. Namísto toho, aby se spoléhal na předdefinovaný kanál, poskytuje možnost přesouvat jednotlivé objekty v trojrozměrném prostoru a smíchat zvuky až při reprodukci. Výhodou je, že zachází s audiem jako s objekty, dokáže simulovat zvuk přicházející ze všech stran kolem posluchače, a tím poskytnout realističtější pocit z prostoru. Zvukové kanály jsou nezávislé zvukové prvky s přidruženými metadaty, jako je poloha objektu, trajektorie pohybu nebo akustické vlastnosti. Tyto informace pak umožňují vykreslovacímu systému dynamicky umístit zvuk na základě rozložení uživatelova vybavení. Zároveň obsahují výškové kanály, které zprostředkovávají zvuk přicházející z nadhledu posluchače a tvoří 3D zvukový vjem.

## Funkce
DTS:X podporuje širokou škálu sestav reproduktorů, od klasických nastavení 5.1 a 7.1 až po pokročilejší nastavení s výškovými kanály jako např. 9.1.6. Také může podporovat až 32 umístění reproduktorů, až 11.2 kanálů a neomezené množství zvukových objektů. Díky otevřené platformě Multi-Dimensional Audio (MDA) mohou filmoví producenti plně ovládat umístění, pohyb a individuální hlasitost jednotlivých zvukových objektů.
DTS:X obvykle zahrnuje technologie pro automatickou kalibraci reproduktorů. To znamená měření akustických charakteristik místnosti, rozložení reproduktorů a přizpůsobení audio výstupu pro optimalizaci zvuku, které zajišťují zvuk upravený přímo pro specifické vlastnosti místnosti. Také podporuje adaptivní vykreslování, což umožňuje audio systému přizpůsobit se podle možností přehrávacího hardwaru a optimalizovat tím jeho výkon.

## Kompatibilita
DTS:X využívá zvukovou stopu DTS-HD Master Audio, která je už standardem pro Blu-Ray disk, proto je zpětně kompatibilní a jakýkoli film s DTS:X bude možné přehrát i na systémech, které nepodporují zvuk založený na objektech. Je integrován do různých zařízení včetně přijímačů v domácích kinech, Blu-Ray přehrávačů, herních konzolí a soundbarů.

## Rozšíření
DTS Neural:X je technologie, která kombinuje obsah ze standardních 5.1 a 7.1 kanálů (tzv. upmixing) a vytváří zvukové efekty včetně výškových efektů při přehrávání obsahu bez DTS:X na systémech podporujících DTS:X.
DTS:X Pro je rozšíření DTS:X uvedené na trh v roce 2020. Podporuje rozsáhlejší konfigurace reproduktorů, a to až s 30.2 kanály, které obsahují horní výškový, horní prostorový a přední středový výškový kanál.
Dále existuje DTS Virtual:X, které vytváří trojrozměrný zvuk bez dodatečných reproduktorů, a DTS Headphone:X, které má ve sluchátkách replikovat (simulovat) směrový a prostorový zvuk jako při poslechu DTS:X na vícekanálových reproduktorových nastaveních.